# Crambe cretacea
Crambe cretacea är en korsblommig växtart som beskrevs av Ekaterina Georgiewna Czerniakowska. Crambe cretacea ingår i släktet krambar, och familjen korsblommiga växter. Inga underarter finns listade i Catalogue of Life.